# Gaël Duhayindavyi
Gaël Duhayindavyi (ur. 14 kwietnia 1990 w Bużumburze) – burundyjski piłkarz grający na pozycji defensywnego pomocnika.

## Kariera klubowa
Swoją karierę piłkarską Duhayindavyi rozpoczął w klubie Atlético Olympic FC. W 2010 roku zadebiutował w jego barwach w burundyjskiej pierwszej lidze. W sezonach 2011/2012 i 2012/2013 został z nim wicemistrzem, a w sezonie 2010/2011 mistrzem Burundi. W 2013 roku przeszedł do LLB Académic. W sezonie 2013/2014 sięgnął z nim po dublet mistrzostwo i Puchar Burundi, a w sezonie 2014/2015 został wicemistrzem kraju. W latach 2015–2017 był piłkarzem Vital’O FC. W sezonie 2015/2016 wywalczył mistrzostwo Burundi. W latach 2017–2021 był piłkarzem rwandyjskiego Mukura Victory Sports FC. W sezonie 2017/2018 zdobył z nim Puchar Rwandy. Wiosną 2022 grał w Bumamuru FC.

## Kariera reprezentacyjna
W reprezentacji Burundi Duhayindavyi zadebiutował 5 stycznia 2011 roku w przegranym 1:3 towarzyskim meczu z Ugandą, rozegranym w Kairze. W 2019 roku został powołany do kadry do na Puchar Narodów Afryki 2019. Wystąpił w nim w trzech meczach grupowych: z Nigerią (0:1), z Madagaskarem (0:1) i z Gwineą (0:2). Od 2011 do 2019 rozegrał w kadrze narodowej 48 meczów i strzelił 2 gole.